# Rousettus
Rousettus é um gênero de morcegos da família Pteropodidae. Pode ser encontrado na África e na Ásia.

## Espécies
- Rousettus aegyptiacus (É. Geoffroy, 1810)
- Rousettus amplexicaudatus (É. Geoffroy, 1810)
- Rousettus bidens (Jentink, 1879)
- Rousettus celebensis Andersen, 1907
- Rousettus lanosus Thomas, 1906
- Rousettus leschenaultii (Desmarest, 1820)
- Rousettus linduensis Maryanto e Yani, 2003
- Rousettus madagascariensis G. Grandidier, 1928
- Rousettus obliviosus Kock, 1978
- Rousettus spinalatus Bergmans e Hill, 1980